# Tauroscopa
Tauroscopa és un gènere d'arnes de la família Crambidae.

## Taxonomia
- Tauroscopa gorgopis Meyrick, 1888
- Tauroscopa lachnaea (Turner, 1913)
- Tauroscopa notabilis Philpott, 1923
- Tauroscopa trapezitis Meyrick, 1905